# Masurca
Masurca war eine schiffbasierte Flugabwehrrakete aus Frankreich. Masurca steht für Marine supersonique ruelle contre avions.

## Entwicklung
Der Ursprung der Masurca liegt im Projekt Maruca (Marine Ruelle Contre Avions) nach dem Zweiten Weltkrieg. Im Rahmen dieses Projekts wurden in Frankreich verschiedene Möglichkeiten zur Entwicklung von Flugabwehrraketen untersucht. Basierend auf der Henschel Hs 117 aus dem Deutschen Reich entwickelte man ab 1945 verschiedene Versuchsraketen. Das Projekt wurde Ende der 1940er-Jahre beendet und nicht weiterverfolgt. Anfang der 1950er-Jahre beschafften sich die Französischen Streitkräfte in den Vereinigten Staaten Flugabwehrraketen vom Typ RIM-24 Tartar. Diese Raketen wurden in Frankreich für Tests auf dem Zerstörer Type T47 verwendet. Nachdem die Vereinigten Staaten einem Technologietransfer der RIM-24 Tartar und RIM-2 Terrier zustimmten, begann Frankreich basierend auf diesen Raketen mit der Entwicklung der Masurca. Dabei flossen auch Erkenntnisse zur Radar- und Steuertechnik aus dem vergangenen Projekt Maruca mit ein. Die Entwicklung erfolgte unter der Federführung der Direction Technique des Constructions Navales (DTCN) zusammen mit ECAN de Ruelle und Matra. Ab 1960 erfolgten insgesamt rund 50 Schießversuche und Flugtest auf der Île du Levant und auf der Île d’Oléron. Mit der Installation auf dem Zerstörer Suffren (D602) im Jahr 1968 war Masurca operationell.

## Technik

### Radaranlagen
Masurca verwendete das Feuerleitradar DRBR-51. Dieses Radar von Thomson-CSF arbeitete mit einer Frequenz von 4–8 GHz mit einer Wellenlänge von 5 cm. Verwendet wurden drei Parabolantennen unterschiedlicher Größe. Das Radar war ein Dauerstrichradar und konnte gleichzeitig zwei Lenkwaffen gegen ein Ziele steuern. Am Radar war eine elektronisch-optische Zieleinrichtung angebracht. Mit Hilfe dieser konnten die Lenkwaffen manuell auch gegen Ziele im Tiefflug gesteuert werden.
Zur Luftraumüberwachung kamen die Suchradars DRBV-20 und DRBI-23 zum Einsatz. Letzteres war ein 3D-Radar mit einer Pulsleistung von 2 Megawatt. Es arbeitete im D-Band und hatte eine Reichweite von über 200 km.
Als Höhensuchradar kam das DRBI-10-Radar zum Einsatz. Dieses arbeitete im S-Band.
Im Feuerleitstand wurde das Feuerleitsystem AN/USQ-20 mit Computern von IBM verwendet. Der Feuerleitstand war an dem taktischen Marine-Informationssystem Senit-1/2 angebunden.

### Lenkwaffe
Die Masurca basiert auf der RIM-2 Terrier sowie RIM-24 Tartar und ähnelt äußerlich diesen Raketen. Masurca war ein zweistufiger Flugkörper. Die erste Stufe bestand aus dem Polka-Feststoffbooster von SNPE. Dieser hatte einen Durchmesser von 570 mm, wog 1028 kg und hatte am Heck vier Stabilisierungsflächen. Die Zweite Stufe hatte einen typisch zylinderförmigen Rumpf mit einem Durchmesser von 406 mm. Am Rumpf der Lenkwaffe waren zwei Gruppen von Lenk- und Steuerflügel angebracht. Im hinteren Bereich waren vier trapezförmige Steuerflügel angebracht. Auf mittlerer Länge des Flugkörperrumpfs waren vier langgezogene Stabilisierungsflächen, welche sich bis zu den Steuerflächen am Flugkörperheck erstrecken, angebracht. Der Rumpf der Lenkwaffe ist in mehrere Sektionen aufgeteilt: Hinter der ogivalen Lenkwaffenspitze aus Keramik befand sich der halbaktive Radarsuchkopf. Dieser arbeitete mit einer Frequenz von 8–20 GHz mit einer Wellenlänge von 5 cm. Danach folgte die Elektronik mit dem Inertialen Navigationssystem, der Autopilot sowie die Batterien. Dahinter folgte der 98 kg wiegende Continuous-Rod-Gefechtskopf mit dem Radar-Annäherungszünder von Thomson-CSF. Im darauffolgenden Rumpfabschnitt war das Jacée-Feststoffraketentriebwerk von ECAN de Ruelle untergebracht. Zuhinterst im Heck befanden sich die Brennkammer sowie die Düse.

## Varianten

### Masurca Mod 1
Die Masurca Mod 1 war ein Versuchsmodell, welches für Test verwendet wurde. Eine Serienproduktion für die Französische Marine erfolgte nicht.

### Masurca Mod 2
Die Masurca Mod 2 war die erste Serienversion und war im Jahr 1968 einsatzbereit. Sie verwendete eine Funkkommandosteuerung. Der horizontale Kampfbereich lag bei 45–50 km bei einem vertikalen Einsatzbereich von 100–20.000 m.

### Masurca Mod 3
Die Masurca Mod 3 wurde in den Jahren 1970er-Jahren entwickelt. Zur Anwendung kam ein halbaktiver Radarsuchkopf. Gegenüber dem Vorgängermodell konnte mit dieser Ausführung die Trefferwartung und Störfestigkeit gegen Elektronische Gegenmaßnahmen deutlich erhöht werden. Der horizontale Kampfbereich lag bei maximal 55 km bei einem vertikalen Einsatzbereich von 30–22.860 m.

## Einsatzkonzept

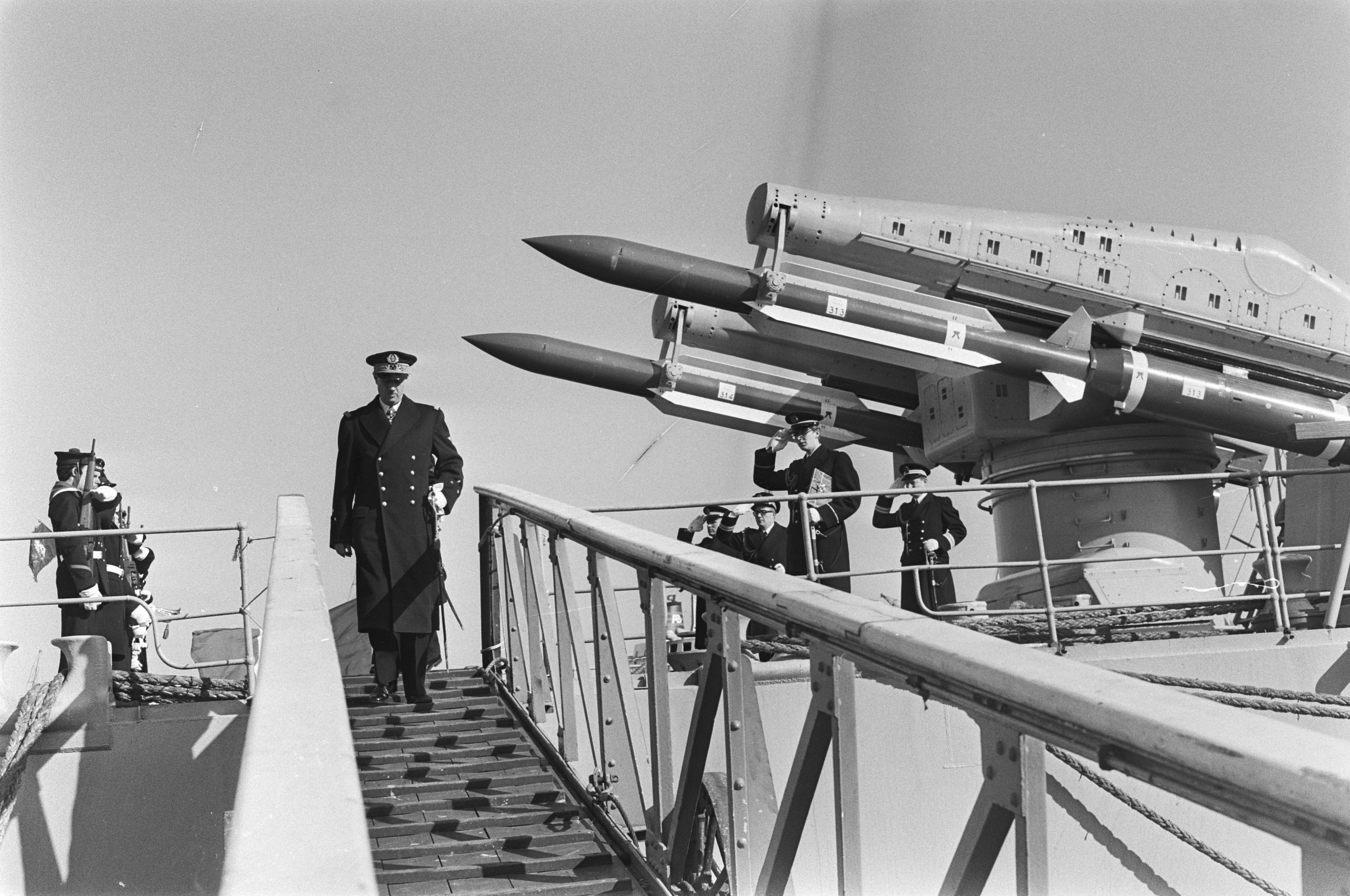
Masurca auf dem Kreuzer Colbert (C611)

Die Masurca wurde zur Bekämpfung von Kampfflugzeugen und Bombern entwickelt. Dabei konnten die Ziele bei jedem Wetter sowie bei Tag und Nacht bekämpft werden. Auf jedem Schiff war ein Suchradar vom Typ DRBV-20 oder DRBI-23 und zwei DRBR-51-Feuerleitradars installiert. Somit konnte ein Schiff zeitgleich vier Masurca-Lenkwaffen gegen zwei Ziele einsetzen. Die Lenkwaffen waren unter dem Schiffsdeck in zwei Trommelmagazinen gelagert. Die Magazine fasten insgesamt 48 Lenkwaffen und hatten ein Gewicht von rund 96 Tonnen. Von dort wurden sie automatisch in einen Raum transportiert, in dem von der Schiffsbesatzung die Stabilisierungs- und Steuerflächen montiert wurden. Danach wurden die Lenkwaffen automatisch weiter zur Startrampe transportiert. Diese war in der Horizontalen um 240° drehbar und die zwei Werferarme waren in der Vertikalen bis maximal 70° anstellbar.
Die Luftziele wurden mit den Suchradars des Schiffes erfasst und verfolgt. Stellte das Ziel eine Bedrohung dar, wurde es mit dem Feuerleitradar erfasst und begleitet. Hierbei wurden die nötigen Zielparameter ermittelt. Kam das Ziel in den Wirkungsbereich der Raketen, wurde die Startrampe auf die Bedrohungsachse geschwenkt und die Raketen gestartet. Beim Raketenstart zündete der Feststoffbooster im Raketenheck. Der Booster entwickelte einen Schub von 333,4 kN. Nach rund 5 Sekunden war dieser ausgebrannt und wurde mittels Pyrobolzen abgesprengt. Die Masurca-Rakete hatte jetzt eine Geschwindigkeit von rund Mach 2,3. Jetzt zündete das Raketentriebwerk der zweiten Stufe. Dieses entwickelte einen Schub von 21,3 kN und beschleunigte die Lenkwaffe weiter auf rund Mach 3. Während dem Marschflug hielt sich die Lenkwaffe mit dem Trägheitsnavigationssystem auf dem vorgegebenen Kurs. Die Ausführung Masurca Mod 2 wurde dann mit Hilfe der Funkkommando-Steuerung an das Ziel herangeführt. Bei der Ausführung Masurca Mod 3 wurde für den Zielanflug der raketeneigene halbaktive Radarsuchkopf und der Radar-Näherungszünder aktiviert. Der Zielanflug erfolgte nach dem Prinzip der Proportionalnavigation. Kam das Flugziel in den Ansprechradius des Annäherungszünders, wurde der Gefechtskopf gezündet. Bei einem Direkttreffer wurde der Sprengkopf durch den Aufschlagzünder ausgelöst. Bei der Sprengkopfdetonation zerlegte sich der Splittermantel in Fragmente, die mit 1000 bis 1400 m/s expandierten. Wurde das Ziel verfehlt, so zerstörte sich die Lenkwaffe nach einer bestimmten Flugzeit durch Selbstzerlegung.

## Verbreitung und Status
Die Französische Marine plante das Masurca-Flugabwehrsystem auf fünf Schiffen zu installieren. Budgetkürzungen führten dazu, dass der Französische Marine nur drei Masurca-Flugabwehrsysteme zugesprochen wurden. So wurde Mitte der 1960er-Jahre jeweils ein Masurca-System auf den Lenkwaffenzerstörer Suffren und Duquesne der Suffren-Klasse installiert. Das dritte Masurca-System wurde auf dem Kreuzer Colbert bei dessen Hauptinstandsetzung Anfang der 1970er-Jahre installiert. Die anfänglich geplante Installation auf den Flugzeugträgern der Clemenceau-Klasse sowie auf dem Flugdeckkreuzer Jeanne d’Arc wurden nicht realisiert. Mit der Außerdienststellung der Suffren im Jahr 2007 wurde auch das letzte Masurca-Flugabwehrsystem außer Dienst gestellt.